# (85) Io
Io (eye'-oh) és l'asteroide núm. 85 de la sèrie. Va ésser descobert a Clinton (Nova York, EUA) el 19 de setembre del 1865 per en Christian Heinrich Friedrich Peters (1813-90).
Aquest asteroide gran i fosc, de classe C, forma família amb (15) Eunòmia i (141) Lumen al cinturó principal. El seu diàmetre és de 178 quilòmetres, i fou mesurat a partir de l'ocultació d'una estrella el 10 de desembre del 1995 [4].
El seu nom es deu a Ió (mitologia), una amant de Zeus a la mitologia grega (també s'anomena així el satèl·lit natural volcànic de Júpiter, però).

## Curiositat
Amb dos dígits de numeració i dues lletres al nom, (85) Io és la designació més curta de tots els planetes menors.